# Elektriska Nämnden
Elektriska Nämnden auktoriserar besiktningsingenjörer (cirka 200 stycken) som utför besiktning av anläggningar av viss typ och storlek enligt ett förutbestämt tidsintervall, som bestäms av de försäkringsgivare som försäkrar anläggningarna.
Brandförsäkringsanstalternas Elektriska Nämnd bildades år 1925 på initiativ av försäkringsbolag för att minska skadekostnader från elrelaterade bränder. Föregångaren till Elektriska Nämnden hette Svenska brandtarifföreningen och redan år 1882 fastställde de svenska brandförsäkringsbolagen de första elbestämmelserna i sin brandtariff . 
Elektriska Nämnden administreras av ett kansli som ingår i Brandskyddsföreningen Sverige. Uppdragsgivare till Elektriska Nämnden är anslutna försäkringsgivare. Generaldirektören för Elsäkerhetsverket är ordförande i Elektriska Nämndens styrelse. Detta enligt en överenskommelse år 1936 "mellan staten, Försäkringsbranschen, Elektriska Nämnden och Svenska Brandskyddsföreningen (sedermera Svenska Brandförsvarsföreningen), varigenom Elektriska Nämnden överfördes till Brandskyddsföreningen. Samtidigt övertog nämnden uppgiften att auktorisera besiktningsingenjörer, vilket tidigare hade åvilat en särskild delegation. Överenskommelsen innebar vidare en stärkt statlig medverkan och insyn i verksamheten, genom att den huvudansvarige för det statliga elsäkerhetsarbetet skulle vara ordförande i Elektriska Nämnden. Detta förhållande gäller alltjämt" .